# Karel van Bourbon-Vendôme
Karel van Bourbon-Vendôme (Vendôme, 2 juni 1489 - Amiens, 25 maart 1537) was van 1495 tot 1515 graaf en van 1515 tot aan zijn dood hertog van Vendôme. Hij behoorde tot het huis Bourbon.

## Levensloop
Karel was de oudste zoon van hertog Frans van Bourbon-Vendôme uit diens huwelijk met Maria van Luxemburg, gravin van Saint-Pol. In 1495 volgde hij zijn vader op als graaf van Vendôme.
Hij nam deel aan de Italiaanse Oorlogen tegen het huis Habsburg en werd in 1507 door koning Lodewijk XII van Frankrijk benoemd tot stadhouder van Genua. Nadat Karel tot ridder werd geslagen, vocht hij in mei 1509 mee in de Slag bij Agnadello tegen de republiek Venetië. Aansluitend nam hij deel aan de innames van Cremona en Padua. In januari 1515 werd hij door de nieuwe koning Frans I bevorderd tot hertog van Vendôme en kreeg hij de titel van pair van Frankrijk. In september datzelfde jaar vocht Karel mee in de Slag bij Marignano, die ervoor zorgde dat Frankrijk de macht kreeg over het hertogdom Milaan.
In 1527 werd hij na de dood van hertog Karel III van Bourbon eerste prins van den bloede. Nadat koning Frans I in 1525 tijdens de Slag bij Pavia gevangengenomen werd door keizer Karel V, maakte Karel deel uit van de regentenraad die de regering over Frankrijk overnam. In 1536 ontzette hij met succes het door de keizer belegerde Péronne.
Karel van Bourbon-Vendôme stierf op Pasen 1537 aan hevige koorts. Hij werd bijgezet in de Saint-Georgeskloosterkerk van Vendôme.

## Huwelijk en nakomelingen
Op 18 mei 1513 huwde hij in Châteaudun met Françoise (1490-1550), dochter van hertog René van Alençon. Ze kregen dertien kinderen:
- Lodewijk (1514-1516), graaf van Marle
- Maria (1515-1538)
- Margaretha (1516-1559), huwde in 1538 met hertog Frans I van Nevers
- Anton (1518-1562), hertog van Vendôme en koning van Navarra
- Frans (1519-1546), graaf van Edingen
- Madeleine (1521-1561), abdis van de Notre-Dame-la-Grande in Poitiers
- Lodewijk (1522-1525)
- Karel I (1523-1590), kardinaal en aartsbisschop van Rouen
- Catharina (1525-1594), abdis van de Notre-Dame in Soissons
- Renée (1527-1583), abdis van de Abdij van Chelles
- Jan (1528-1557), graaf van Soissons
- Lodewijk I (1530-1569), prins van Bourbon-Condé
- Eleonora (1532-1611), abdis van de Abdij van Fontevraud

## Voorouders
| Voorouders van Karel van Bourbon-Vendôme | Voorouders van Karel van Bourbon-Vendôme                                     | Voorouders van Karel van Bourbon-Vendôme                                     | Voorouders van Karel van Bourbon-Vendôme                                     | Voorouders van Karel van Bourbon-Vendôme                                     | Voorouders van Karel van Bourbon-Vendôme                                     | Voorouders van Karel van Bourbon-Vendôme                                     | Voorouders van Karel van Bourbon-Vendôme                                     |                                                                              |
| ---------------------------------------- | ---------------------------------------------------------------------------- | ---------------------------------------------------------------------------- | ---------------------------------------------------------------------------- | ---------------------------------------------------------------------------- | ---------------------------------------------------------------------------- | ---------------------------------------------------------------------------- | ---------------------------------------------------------------------------- | ---------------------------------------------------------------------------- |
| Overgrootouders                          | Lodewijk I van Bourbon-Vendôme (1376-1446) ∞ Johanna van Laval (1405-1468)   | Lodewijk I van Bourbon-Vendôme (1376-1446) ∞ Johanna van Laval (1405-1468)   | Lodewijk van Beauvau (1409-1462) ∞ Marguerite de Chambley (-)                | Lodewijk van Beauvau (1409-1462) ∞ Marguerite de Chambley (-)                | Lodewijk van Saint-Pol (1418-1475) ∞ Johanna van Bar (1415-1462)             | Lodewijk van Saint-Pol (1418-1475) ∞ Johanna van Bar (1415-1462)             | Lodewijk van Savoye (1413-1465) ∞ Anna van Lusignan (1418-1462)              | Lodewijk van Savoye (1413-1465) ∞ Anna van Lusignan (1418-1462)              |
| Grootouders                              | Jan VIII van Bourbon-Vendôme (1428-1478) ∞ Isabella van Beauvau (-1475)      | Jan VIII van Bourbon-Vendôme (1428-1478) ∞ Isabella van Beauvau (-1475)      | Jan VIII van Bourbon-Vendôme (1428-1478) ∞ Isabella van Beauvau (-1475)      | Jan VIII van Bourbon-Vendôme (1428-1478) ∞ Isabella van Beauvau (-1475)      | Peter II van Saint-Pol (1440-1482) ∞ Margaretha van Savoye (1439-1483)       | Peter II van Saint-Pol (1440-1482) ∞ Margaretha van Savoye (1439-1483)       | Peter II van Saint-Pol (1440-1482) ∞ Margaretha van Savoye (1439-1483)       | Peter II van Saint-Pol (1440-1482) ∞ Margaretha van Savoye (1439-1483)       |
| Ouders                                   | Frans van Bourbon-Vendôme (1470-1495) ∞ 1487 Maria van Saint-Pol (1472-1546) | Frans van Bourbon-Vendôme (1470-1495) ∞ 1487 Maria van Saint-Pol (1472-1546) | Frans van Bourbon-Vendôme (1470-1495) ∞ 1487 Maria van Saint-Pol (1472-1546) | Frans van Bourbon-Vendôme (1470-1495) ∞ 1487 Maria van Saint-Pol (1472-1546) | Frans van Bourbon-Vendôme (1470-1495) ∞ 1487 Maria van Saint-Pol (1472-1546) | Frans van Bourbon-Vendôme (1470-1495) ∞ 1487 Maria van Saint-Pol (1472-1546) | Frans van Bourbon-Vendôme (1470-1495) ∞ 1487 Maria van Saint-Pol (1472-1546) | Frans van Bourbon-Vendôme (1470-1495) ∞ 1487 Maria van Saint-Pol (1472-1546) |